# 점필재로
점필재로(Jeompiljae-ro)는 경상남도 밀양시 내이동과 부북면 제대리를 잇는 밀양시도이다. 총 연장은 2.301km이다. 또한 지방도 제1080호선의 일부를 이루고 있으며 왕복 4~5차선 짜리의 구조로 구성되어 있다.

## 명칭 유래
조선시대 당시의 유학자인 점필재 김종직 선생의 생가지가 있어, 김종직 선생의 호를 반영하였다.

## 주요 경유지
- 밀양시
  - 내이동 - 부북면

## 접촉하는 도로
- 국도 제25호선 : 밀양대로
- 국도 제58호선 : 사포로
- 지방도 제1080호선 : 무안로

## 주변 시설
주변 시설에는 농협유통 물류센터와 오리온과 합작한 농업회사법인 오리온농협이 점필재로에 위치하고 있다. 또한 제대천 부근에는 밀양내이롯데인벤스가아파트와 e편한세상밀양강아파트가 위치하고 있으며, 밀양시선거관리위원회도 이 도로를 중간에 관통한다.